# Хокей на зимових Олімпійських іграх 2006
Турніри з хокею із шайбою на зимових Олімпійських іграх 2006, що пройшли у Турині з 11 по 26 лютого на льодових аренах «Пала Альпитур» та «Торіно Еспозіціоні». 12 чоловічих і 8 жіночих команд розіграли два комплекти нагород в чоловічому та жіночому турнірах відповідно.

## Медальний залік
| Місце | Країна          | Золото | Срібло | Бронза | Загалом |
| ----- | --------------- | ------ | ------ | ------ | ------- |
| 1     | Швеція (SWE)    | 1      | 1      | 0      | 2       |
| 2     | Канада          | 1      | 0      | 0      | 1       |
| 3     | Фінляндія (FIN) | 0      | 1      | 0      | 1       |
| 4     | Чехія (CZE)     | 0      | 0      | 1      | 1       |
| 5     | США (USA)       | 0      | 0      | 1      | 1       |
|       | Усього          | 2      | 2      | 2      | 6       |

## Медалісти
| Дисципліна | Золото | Срібло | Бронза |
| ---------- | --- | --- | --- |
| Чоловіки   | Швеція (SWE) Данієль Альфредссон Пер Юган Аксельссон Крістіан Бекман Петер Форсберг Міка Ханнула Ніклас Гевелід Томас Гольмстрем Йорген Йонссон Кенні Єнссон Ніклас Кронвалль Ніклас Лідстрем Стефан Лів Генрік Лундквіст Фредрік Модін Маттіас Елунд Самуель Польссон Мікаель Самуельссон Даніель Седін Генрік Седін Матс Сундін Ронні Сундін Мікаель Теллквіст Даніель Чернквіст Генрік Зеттерберг | Фінляндія (FIN) Ніклас Бекстрем Акі-Петтері Берг Ніклас Гагман Юкка Хентунен Юссі Йокінен Оллі Йокінен Ніко Капанен Мікко Койву Саку Койву Лассе Кукконен Антті Лааксонен Єре Лехтінен Тоні Людман Антті-Юссі Ніємі Вілле Ніємінен Антеро Нііттімякі Петтері Нуммелін Теппо Нуммінен Фредрік Норрена Вілле Пельтонен Яркко Рууту Самі Сало Теему Селянне Кіммо Тімонен | Чехія (CZE) Ян Буліс Петр Чаянек Патрік Еліаш Мартін Ерат Домінік Гашек Мілан Гейдук Алеш Гемський Мілан Гнілічка Яромир Ягр Франтішек Каберле Томаш Каберле Філіп Куба Павел Кубіна Алеш Коталик Роберт Ланг Марек Малик Ростислав Олеш Вацлав Проспал Мартін Ручинський Душан Салфицький Ярослав Шпачек Мартін Страка Томаш Вокоун Давід Виборний Марек Жидлицький |
| Жінки      | Канада (CAN) Меган Агоста-Марсіано Джилліан Еппс Дженніфер Боттерілл Кессі Кемпбелл Джилліан Феррарі Деніелл Гоєт Джейна Геффорд Беккі Келлар-Дюк Джина Кінгсбері Шарлін Лабонте Карла Маклеод Каролін Уеллетт Шері Пайпер Шерил Паундер Коллін Состорікс Кім Сен-П'єр Вікі Сунохара Сара Вайянкур Кеті Везерстон Гейлі Вікенгайзер                                                                  | Швеція (SWE) Сесілія Андерссон Гунілла Андерссон Дженні Ассергольт Анн-Луїз Едстранд Джоа Ельфсберг Емма Еліассон Еріка Голст Нанна Янссон Юлва Ліндберг Дженні Ліндквіст Крістіна Лундберг Кім Мартін Фріда Неваляйнен Емілі О'Конор Марія Роот Данієла Рундквіст Терезе Сьоландер Катаріна Тімглас Анна Вікман Пернілла Вінберг                                      | США (USA) Кейтлін Кегоу Джулі Чу Наталі Дарвітц Пем Дреєр Тріша Данн-Луома Моллі Енгстром Чанда Ганн Джейми Гагерман Кім Інсалако Кейтлін Каут Кортні Кеннеді Кеті Кінг Крістін Кінг Сара Парсонс Дженні Шмідголл-Поттер Гелен Резор Анджела Руджеро Келлі Стівенс Ліндсей Волл Кріссі Венделл                                                                       |